# Артур Едвард Гардінг
Генерал сер Артур Едвард Гардіндж (2 березня 1828 — 15 липня 1892) був губернатором Гібралтару.

## Військова кар'єра
Народившись другим сином Генрі Гардінґа, 1-го віконта Гардінґа та здобувши освіту в Ітонському коледжі, Гардіндг був зарахований до 41-го піхотного полку в 1844 році. Він швидко був призначений ад'ютантом свого батька, який тоді служив генерал-губернатором Індії. У 1849 році він перейшов до Колдстрімської гвардії. Він вирушив до Криму як заступник помічника генерал-квартирмейстера в 1854 році та був присутній на битві на Альмі, битві при Балаклаві, битві при Інкермані та облозі Севастополя. У 1856 році він став помічником генерал-квартирмейстера в Шорнкліффі, а в 1858 році став конюшим принца Альберта, а після смерті Альберта став конюшим королеви Вікторії.
У 1881 році він був призначений командувачем Бомбейської армії та полковником Королівських інніскіллінгських фузилірів до 1886 року, коли його перевели на посаду губернатора Гібралтару та полковника 1-го батальйону Королівського стрілецького корпусу. Він був підвищений до повного генерала 1 квітня 1883 року. Після повернення до Англії в 1890 році він був переведений на посаду полковника 1-го батальйону Колдстрімської гвардії до своєї смерті. У 1886 році його було зроблено лицарем-командором Ордену Лазні.
Він помер 15 липня 1892 року від травм, отриманих унаслідок аварії карети у Веймуті, і був похований на церковному подвір'ї Святого Петра, Фордкомб, Кент.<ref name=dnb>

## Сім'я
30 грудня 1858 року він одружився з Мері Джорджиною Френсіс Елліс, донькою підполковника почесного Августа Фредеріка Елліса, і мав одного сина (Артур Генрі Гардіндж) і трьох дочок.